# Miquel Casals i Aragonès
Miquel Casals i Aragonès (Barcelona, 1857 - 23 de desembre de 1937) fou un músic, compositor i professor de piano català.